# 조총

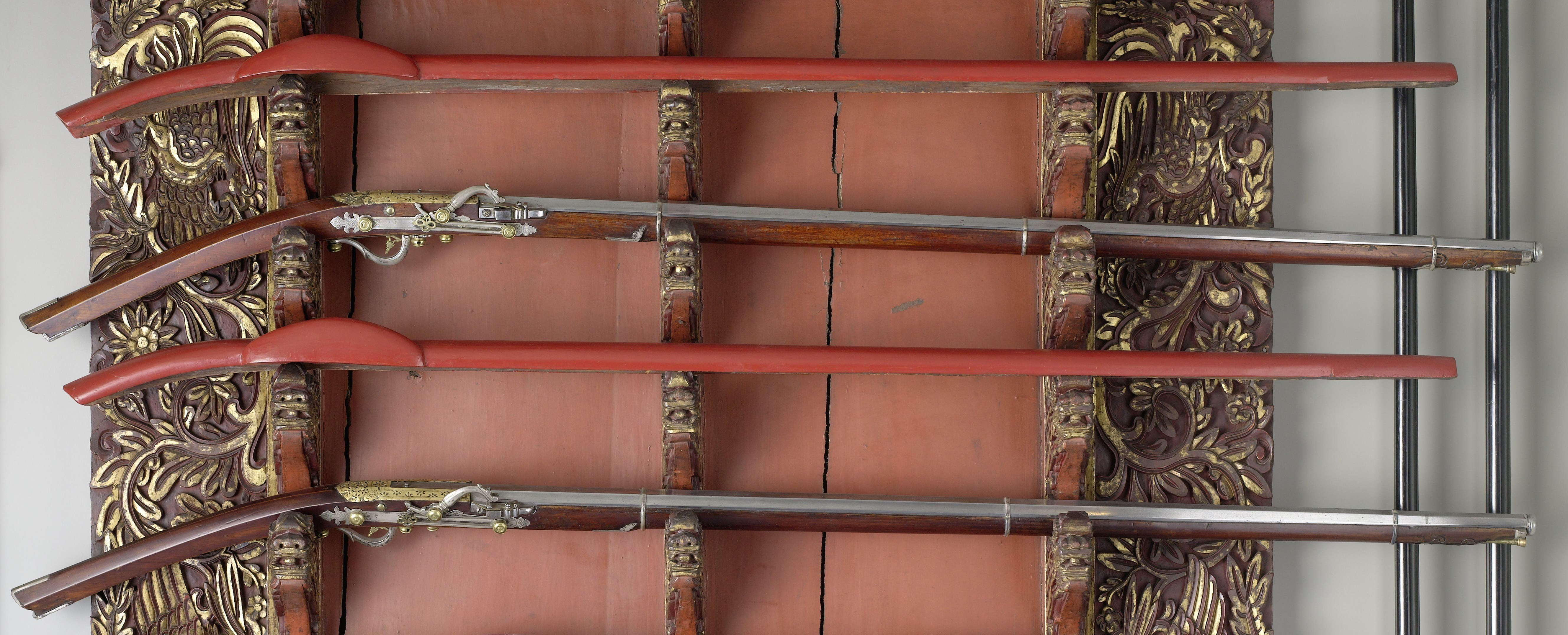
17세기에 반들어진 베트남 교총.

조총(鳥銃)은 전근대 동아시아 및 동남아시아에서 사용된 아쿼버스급 순발식 화승총이다. 중국과 조선에서는 조총이라고 불렀고, 일본에서는 종자도총 또는 철포, 베트남에서는 교총, 인도네시아에서는 조와총이라고 불렸는데, 이름만 다를 뿐 모두 포르투갈 해군이 인도에서 현지생산한 아쿼버스의 카피총(Istinggar)이라는 점에서 같은 맥락에 있다.
서아시아 화약제국들에서는 조총과는 메커니즘이 다른 지발식 화승총인 노밀총이 사용되었다.

## 역사

### 포르투갈로부터의 전래
서양의 아르카부스가 전래되기 전에도, 동양에서는 중국으로부터 비롯된 핸드캐논류 무기들이 각지에서 사용되었다. 인도네시아의 베딜톰박,:245 조선의 총통 등이 그 사례였다. 그러나 “화포”가 아닌 “총기”로서의 진정한 개인화기는 15세기에야 외부로부터 전래되었다. 최초의 전래는 서아시아의 이슬람 세력, 특히 아랍인들을 통해 이루어졌다. 정확한 시기는 알 수 없지만 늦어도 1460년 이전에 동남아시아는 중국보다 먼저 개인화기의 개념을 받아들였다.:23 그래서 포르투갈이 남아시아에 진출하기 전부터 동남아시아인들은 소위 조와총이라고 불리는 개인화기를 이미 가지고 있었다. 조와총은 총열이 아주 길었고(최대 2.2 미터에 달함), 1511년 포르투갈의 말라카 정복 때 말레이인들은 이 총을 들고 맞서 싸웠다.:22 그러나 포르투갈 기술이 전래되기 전의 조와총은 격발장치가 매우 조잡했다.:53

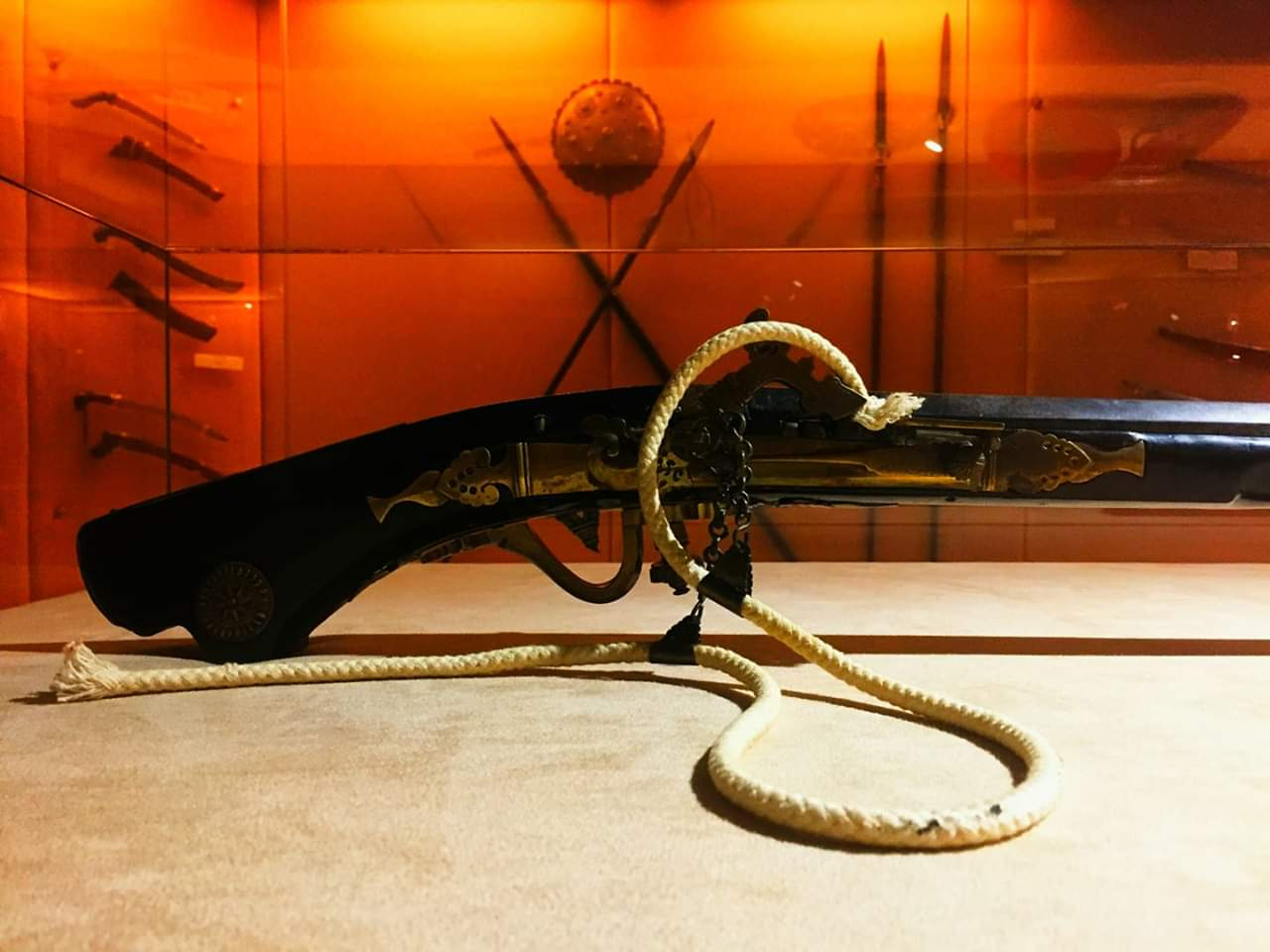
말레이 조총의 격발장치 및 손잡이 부위.

포르투갈은 인도 고아를 정복하고 거기서 자체적으로 화승식 개인화기를 제조했다. 1513년부터 고아에서 독일-체코식 총기제조 전통이 튀르크식 총기제조 전통과 융합되어,:39–41 인도-포르투갈식 화승총 전통이 만들어졌다. 이 때 탄생한 조총의 중요한 특징이 개머리판의 부재다. 인도인 직공들은 아르카부스의 개머리판을 극단적으로 축소시켜 거의 권총 손잡이처럼 만들었다. 이 때문에 조총은 어깨 견착이 불가능하고 조준할 때 뺨에 손잡이를 갖다대야 한다. 또한 구경도 작아지고 무게도 가볍게 만들었다. 당시 인도의 포르투갈인들이 주로 배를 타고 식민지 정복에 나서던 상황에서 위력보다 선상전투에서의 휴대성을 중요시했기 때문에 이런 설계가 탄생했던 것이다.:41 반면, 중앙아시아를 통해 중국에 전래된 노밀총은 육군이 사용했기 때문에 개머리판이 있었고 단발 위력도 조총보다 강했다.

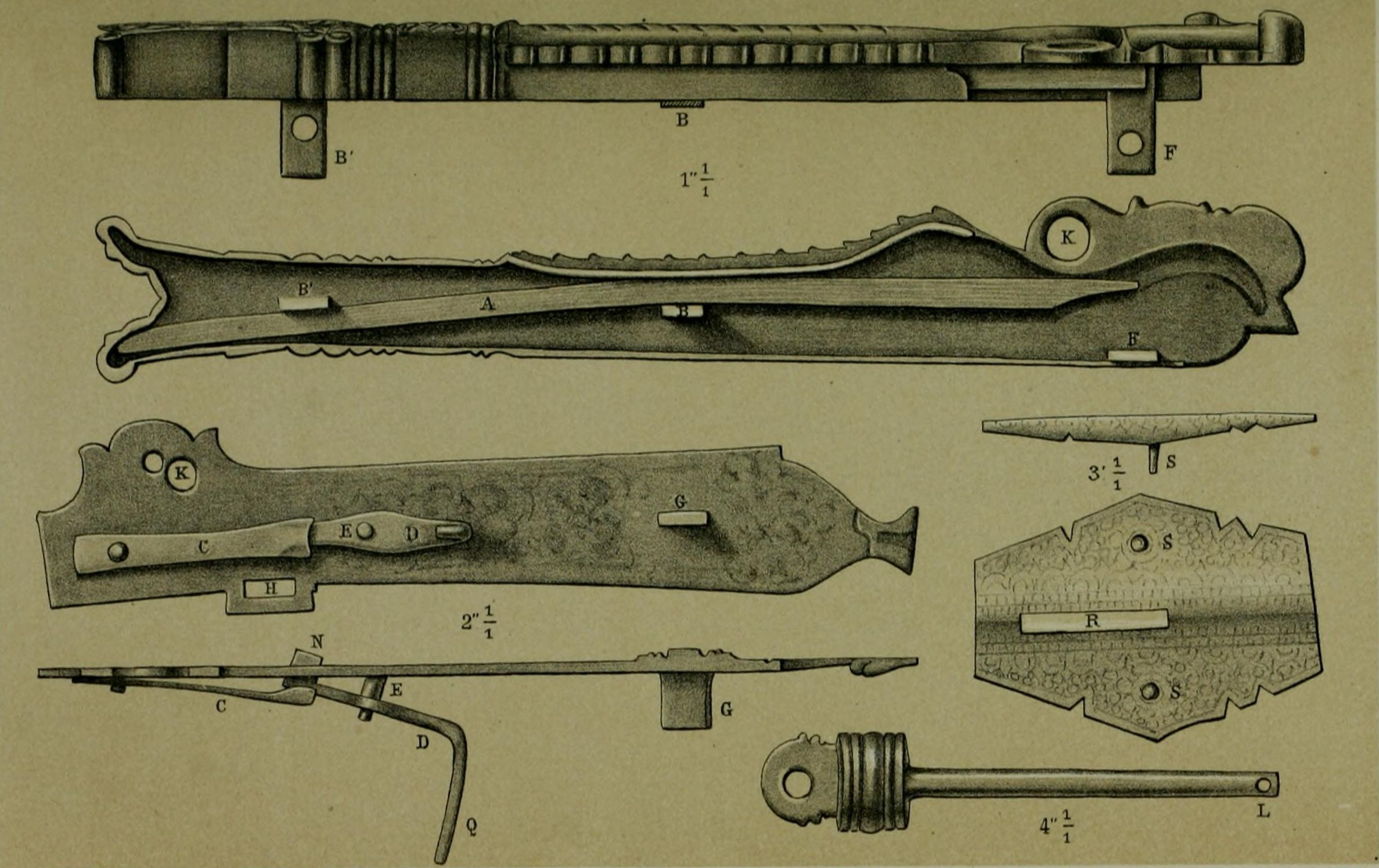
수마트라식 조총 격발장치.

조총의 격발장치 제조방식은 용수철을 기준으로 크게 두 가지로 나뉜다. 첫째는 포르투갈 루시타니아 유역의 총기에서 비롯된, 한 장짜리 판형 용수철을 그냥 넣어 사용하는 방식으로, 실론・말레이반도・수마트라섬・베트남에서 사용되었다. 둘째는 V자 모양으로 접은 용수철(일본에서는 족집게 모양이라고 毛拔き金이라고 불림)을 사용하는 방식으로, 자와섬・발리섬・중국・일본・조선에서 사용된 방식이다.:103–104 조총의 격발장치는 대개 황동으로 만들었다.:99

### 임진왜란
《선조실록》(권 39)에, 선조는 일본군이 지상전투에서 연승한 이유가 소총(火器) 때문이며, 조선군의 약점은 화기를 제대로 사용하지 못하는 점이라고 보았다.
조선군의 승자총통과 일본군의 조총의 대결로 유명한 전투는 1593년의 행주대첩이다. 전라도 관찰사 권율(權慄)이 행주산성에서 일본군을 크게 무찔렀다. 당시의 일본군 총대장 우키타 히데이에는 승자총통에 가슴을 맞고 거의 죽을 뻔 하였지만 간신히 도망쳐서 살았다.

### 16세기
- 1575년 나가시노(長篠) 전투에서 오다 노부나가의 3천 명 규모의 소규모 조총부대가 일본 최강 기마부대에 승리함.
- 1590년 일본의 도요토미 히데요시(豊臣秀吉)가 센고쿠 통일, 황윤길(黃允吉) 일행이 일본에 사신으로 갔다가 쓰시마국주로부터 조총 몇 자루를 받아옴. 일본 조총 최초 입수.
- 1592년 임진왜란 발발
- 1593년 2월 전리품인 조총을 모방하여 제조하는 과정에 몇 가지 문제가 있다. 《선조실록》
- 1593년 12월 조총의 제조법이 교묘하여 세심하고 정교한 기술 없이는 제조가 불가능하다. - 비변사 《선조실록》
- 1594년 3월 포수 훈련용 총이 부족하다. - 비변사 《선조실록》

### 17세기
- 1654년(효종 5년)  청나라의 요청으로 조선군 조총부대 파병(나선정벌), 조선군 조총부대, 러시아 코사크기병대 격파

- 1656년(효종 7년) 귀화 네덜란드인 박연(벨테브레)이 부싯돌식 화승총을 제작. 청나라에서 100자루를 요구

### 구한말
구한말(1900년대 초), 대한제국을 식민지화한 일본에 대해 대일항쟁운동을 하던 의병들이 화승총을 사용하였다.

## 기술 발전
화승식 발화장치를 갖춘 화승총은 이후에 바퀴식 방아쇠 화승총을 거쳐 부싯돌식 화승총으로 발전했다. 부싯돌식 화승총의 경우, 화승(불심지)가 필요없이 격발하면 부싯돌의 스파크를 통해서 바로 화약이 폭발, 탄환이 발사된다. 조선은 1656년에 귀화 네덜란드인 박연이 부싯돌식 화승총을 제작하였다. 이후 19세기 중엽에 공이식 화승총이 개발된 이후 실탄만 넣고서 쏘면 되는 소총이 개발되었고, 19세기 말에 한 번에 수백 발씩 쏠 수 있는 기관총이 개발되었다.

## 성능
초창기 조총을 수용했을 당시의 성능은 매우 조잡해서, 한 발을 쏘고 난 후 다시 쏘려면 30초~45초 정도의 장전 시간이 요구되었다. 게다가 그 화력도 형편없어서, 당시 장수들이 주로 입던 갑옷으로 충분히 유효 사거리에서 발사되는 조총의 탄환을 막아낼 수 있을 정도였다. 그러나 지속적인 개량이 이루어진 이후 전투에 도입되기 시작한 조총의 성능은 다음과 같이 개선되었다.
- 약 47미터 이내에서는 새의 몸통이나 깃털이 완전히 산산조각이 나고, 약 78미터 거리에서는 몸통은 남아나며, 약 155미터 거리에서는 위력이 없어진다. - 천공 개물
- 목표물이 기병인 경우, 50미터 거리 이내에서 치명적
- 사거리: 100미터
- 발사 속도: 분당 2회 3최
- 가늠자 가늠쇠: 있음
- 격발 방식: 화승식

## 어원
처음 화승총을 들여왔을 당시 조선과 명나라에서는 하늘을 나는 새를 쏘아 맞혀서 떨어뜨릴 수 있다(能中飛鳥)는 의미에서 조총(鳥銃)이라고 부른다.

## 영화
- 카게무샤 (Kagemusha : The Shadow Warrior)

## 사진

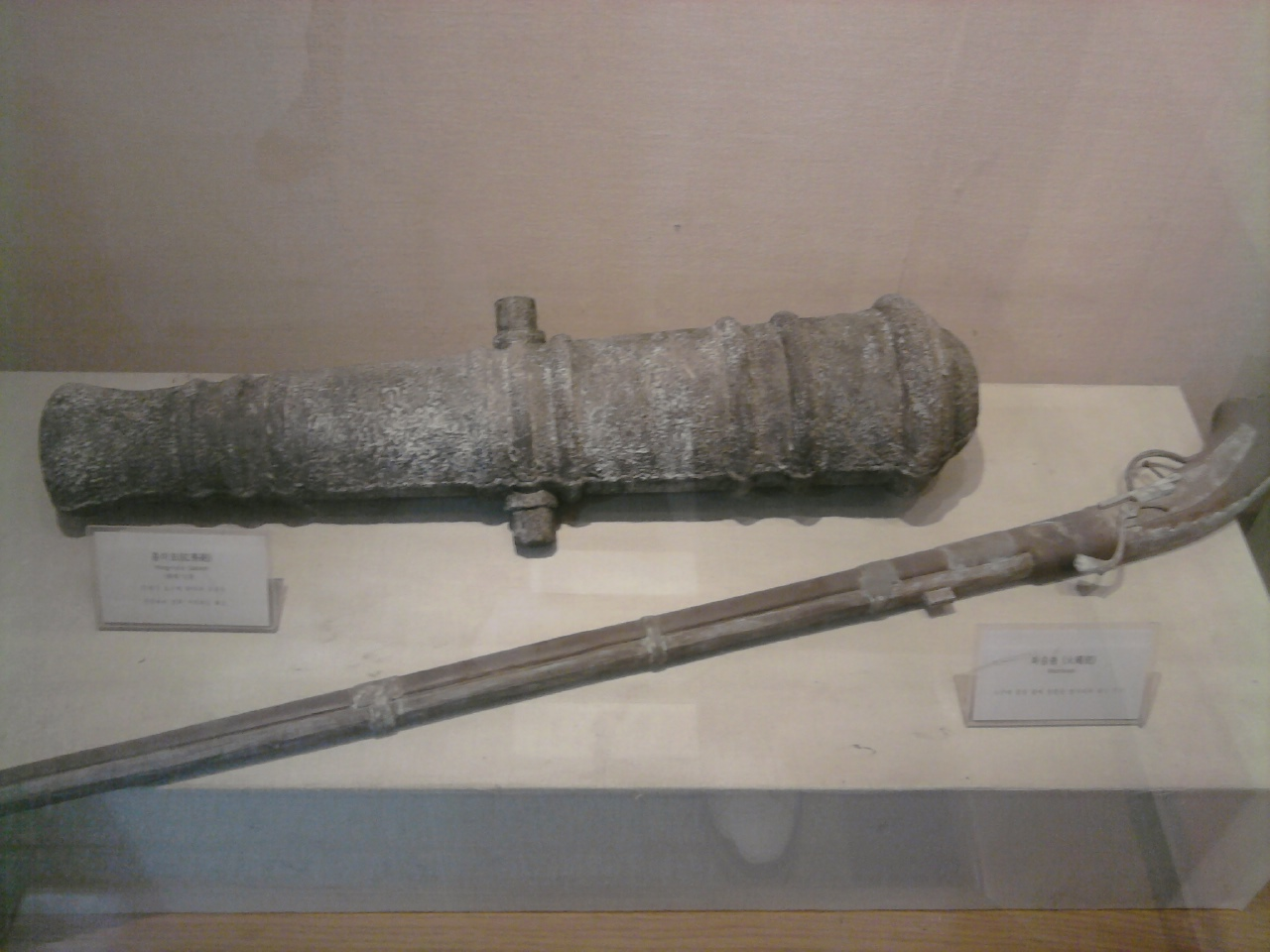
운현궁에 전시된 조총과 홍이포.

## 같이 보기
- 화승총
- 종자도총
- 아시가루
- 천보총

## 참고자료
- 지평선 화승총 한국일보 2006-07-14
- 다음 백과사전 - 조총 보관됨 2006-06-29 - 웨이백 머신
- 과학史 발굴 鳥銃(조총) - 월간조선
- 속눈썹맨의 블로그 - 오다 노부나가